# Чудаки навсегда
«Чудаки навсегда» (англ. Jackass Forever) — это американский комедийный фильм 2022 года, снятый режиссёром и продюсером Джеффом Тремейном, а также продюсерами Спайком Джонзом и Джонни Ноксвиллом, и выпущенный компанией Paramount Pictures. Это четвёртая основная часть серии фильмов «Чудаки», следующая за «Чудаки 3D» (2010). В фильме снялись Ноксвилл, Опасный Эрен, Стив-О, Дэйв Ингленд, Крис Понтиус, Ви Мэн, Престон Лейси, новички команды «Чудаки» и знаменитые гости. Это первый фильм серии, в котором не снимались Бэм Марджера и Райан Данн, погибший в 2011 году.
Премьера фильма состоялась 1 февраля 2022 года в Китайском театре в Голливуде, Калифорния, а в кинотеатрах он появился 4 февраля. Фильм был хорошо принят критиками, многие посчитали его лучшим фильмом франшизы. Он также имел коммерческий успех, собрав по всему миру более 80 миллионов долларов при бюджете в 10 миллионов долларов.
Неиспользованные кадры из фильма были собраны отдельно, под названием «Чудаки 4.5», и выпущены на Netflix 20 мая 2022 года.

## Сюжет
«Чудаки навсегда» — это сборник трюков, сценок, розыгрышей, перемежающихся беседами с актёрами на съемочной площадке. Фильм начинается со сцены, посвященной фильмам о кайдзю, в которой кажется, что город захвачен гигантским зелёным монстром. На самом деле это пенис Криса Понтиуса, выкрашенный в зелёный цвет на небольшой декорации города, а члены актёрского состава бегут через декорацию того же города в натуральную величину. В конце вступления «монстра» кусает черепаха, а Джонни Ноксвилл говорит: «Привет, я Джонни Ноксвилл, и добро пожаловать в „Чудаки“!».
Трюки и розыгрыши с участием основного актёрского состава: Джонни Ноксвилл сталкивается с быком, что приводит к опасным последствиям;; Стив-О использует свой пенис в качестве улья; пенис Криса Понтиуса используется как ракетка для игры в пэддл-бол; на Дэйва Ингленда выливают свиную сперму, стервятник съедает куски мяса с тела Ви Мэна; Эрен Макги подвергается болезненным испытаниям с помощью спортивной ракушки; яички Престона Лэйси используются как боксерская груша. Новички также участвуют во многих трюках и розыгрышах, включая Джаспера Дельфина, которого сбрасывают с рампы большие промышленные вентиляторы, когда он держит парашют; Рейчел Вулфсон, которой скорпион ужалил губы; Пуписа, отбивающегося от техасской крысиной змеи; Зака Холмса, скользящего вниз в клумбу кактусов; и Эрика Манака, въезжающего на велосипеде на полной скорости в фальшстену.
В финальном трюке «Вомитрон» Зак, Дэйв, Эрик, Пупис, Стив-О и Джаспер пьют молоко, будучи привязанными к скоростной карусели. Когда их начинает тошнить, Ноксвилл и остальные актёры начинают атаку с использованием пейнтбольного оружия, теннисного автомата и множества взрывов. Убедившись, что трюк закончен, происходит один большой взрыв, который застает жертв трюка врасплох.

## В ролях
В фильме участвуют все актёры из предыдущих фильмов, за исключением оригинального участника «Чудаков» Райана Данна, который умер в 2011 году, но появляется на архивных кадрах в конце титров. Это первый фильм «Чудаки», в котором снялись новые актёры. Бэм Марджера был отстранен от съемок фильма в августе 2020 года за нарушение условий контракта, связанного со злоупотреблением психоактивными веществами. Однако он появляется в одной сцене, «Марширующий оркестр», снятой до его увольнения, а также в архивных кадрах. Марджера также снимался в сцене «Молчание ягнят» вместе со Стивом-О, но его сцены не вошли в окончательный вариант фильма. Он также снимался на заднем плане в фильме «Тройной удар», но большую часть этой сцены вырезали.
- Джонни Ноксвилл
- Стив-О
- Ви Мэн
- Крис Понтиус
- Престон Лэйси
- Дэйв Ингленд
- Эрен Макги

Новый состав:
- Шон «Пупис» Макинерни
- Зак Холмс
- Джаспер Дельфин
- Эрик Манака
- Рейчел Вулфсон

Приглашенные гости:
- Компстон «Темная акула» Уилсон, отец Джаспера
- Ник Мерлино
- Дэвид Граветт
- Аарон «Челюсти» Хомоки
- Натали Паламидис
- Кортни Пауросо
- Жюль Сильвестр
- Роб Дирдек
- Эрик Андре
- Франсис Нганну
- Даниэль О’Тул
- Пи-Кей Суббан
- Тори Белечи
- Machine Gun Kelly (указан как Колсон Бейкер)
- Tyler, the Creator
- Брэндон Леффлер
- Майкл Руни
- Скотт Хэндли
- Гэри Леффью

Как и в телешоу и предыдущих фильмах, в фильме появляются режиссёр, сценарист и продюсер Джефф Тремейн, продюсер и сценарист Спайк Джонз (а также его отец Артур Х. Шпигель III), исполнительные продюсеры Грег Игучи и Шанна Заблоу Ньютон, продюсер-консультант Трип Тейлор, сопродюсер и фотограф Шон Кливер, оператор и сопродюсер Дмитрий Еляшкевич, операторы Лэнс Бэнгс и Рик Косик, а также продюсер MTV Брент Столлер. Крис Рааб, который был постоянным участником телесериала «Чудаки» и первого фильма, теперь работает оператором, а также появился в фильме. Сын Понтиуса Экс появляется во время финальных титров. Это первый фильм серии, в котором не появились Рип Тейлор, умерший в октябре 2019 года; Мэт Хоффман, который лежал в больнице во время съемок; Мэнни Пьюиг, который находился в реанимации с COVID-19; Лумис Фолл; Эйприл и Фил Марджера. Во вступительном ролике появляются Эррол Чатем, Алия Шокат, Джален Рэмси, Отмара Марреро, DJ Пол, Шон Мальто, Майк Кэрролл, Бреана Гиринг, Рик Ховард, Лайонел Бойс, Трэвис «Тако» Беннетт, Сид та Кид, Винсент Альварес и Тони Хоук.

## Производство

### Разработка
В интервью 2018 года Джонни Ноксвилл сказал, что он готов снять четвёртый фильм «Чудаки», в котором могут участвовать некоторые новые актёры, «просто для того, чтобы внести в него немного свежей крови». Он сказал, что продолжает писать идеи для фильма «Чудаки» и что «тонна» отложена, если проект получит зелёный свет. В июле 2019 года участник актёрского состава Крис Рааб сказал, что брал интервью у съемочной группы «Чудаков» в своем подкасте «Перерыв в ванной», и отметил, что все ещё открыты для четвёртого фильма, если Ноксвилл, Джефф Тремейн и Спайк Джонз согласятся. В интервью The AV Club Стив-О сказал, что он был удивлен, что фильм вообще был реализован.
Во время интервью с подкастом в январе 2021 года Бэм Марджера рассказал, что Paramount Pictures считает его обузой из-за его поведения в течение последних нескольких лет. Он указал, что Тремейн боролся со студией, чтобы оставить Марджеру в фильме, но Марджера все ещё не был уверен, что Paramount позволит ему участвовать в съемках фильма. 11 февраля 2021 года Марджера разместил в своем аккаунте в Instagram несколько видеороликов, в которых признался в нарушении трезвости и утверждал, что был официально уволен со съемок «Чудаков 4». На протяжении всего видео можно было увидеть, как Марджера плачет, рвет и намекает на то, что он искал, «как завязать петлю» перед его переездом в Оушенсайд, Калифорния. Марджера утверждал, что Paramount заставляли его принимать антидепрессанты, сдавать произвольные анализы мочи и регистрироваться в двух разных реабилитационных центрах на свои деньги. Он также выразил презрение к Тремейну, Ноксвиллу и Джонзу, прежде чем попросить своих поклонников бойкотировать фильм. Затем он попросил своих последователей прислать ему деньги, чтобы снять его собственный фильм, чтобы конкурировать с Jackass 4 . Видео были удалены из аккаунта Марджеры в Instagram вскоре после публикации. В мае 2021 года Тремейн подал временный запретительный судебный приказ против Марджеры из-за преследований им Тремейна и Ноксвилла через Instagram. Тремейну был предоставлен дополнительный трехлетний запретительный судебный приказ, распространенный на жену и детей Тремейна, после того, как Марджера якобы отправил семье угрозы убийства.
В интервью GQ в мае 2021 года Джонни Ноксвилл заявил, что Jackass 4 станет его последним вкладом в франшизу Jackass. 11 июля 2021 года было объявлено название фильма — «Чудаки навсегда» .

### Съёмки
Тестовые съёмки стартовали в начале марта 2020 года. В течение двух дней тестовых съёмок профессиональный скейтбордист Аарон «Papa Jaws» Хомоки сломал себе запястье. В первый день съёмок актёры бросили стаю змей на Бэма в темноте, чтобы развеять его страх перед змеями. Через два дня после получения разрешения Стив-О и Джонни Ноксвилл были госпитализированы. Стив-О и Ви Мэн подтвердили, что съемки прекратились через неделю из-за пандемии COVID-19. Основные съемки начались 14 декабря 2020 года, а кинематографистами выступили Дмитрий Эльяшкевич и Рик Косик. 15 декабря 2020 года было официально публично объявлено, что Джонни Ноксвилл и Стив-О были госпитализированы из-за травм на съемочной площадке.

## Выход на экраны
Премьера фильма «Чудаки навсегда» состоялась 4 февраля 2022 года, он распространяется компанией Paramount Pictures. 19 декабря 2019 года Paramount подтвердила, что четвёртый фильм уже находится в производстве, а премьера запланирована на 5 марта 2021 года. В апреле 2020 года дата релиза была перенесена на 2 июля 2021 года В июле премьеру фильма перенесли на 3 сентября 2021 года из-за пандемии COVID-19 . В апреле 2021 года дата релиза снова была отложена на 22 октября 2021 года. В сентябре 2021 года была объявлена новая дата выхода: 4 февраля 2022 года. Фильм был выпущен на Paramount+ 22 марта и на iTunes 29 марта. Релиз на Blu-Ray состоялся 19 апреля.

## Чудаки 4.5
В 2021 году в интервью The Film Stage режиссёру фильма Джеффу Тремейну был задан вопрос об участии в проекте Эрика Андре после их совместной работы над фильмом «Приколисты в дороге». Тремейн ответил: «Возможно, да, возможно, нет. Если нет, то он будет в „Чудаках 4.5“». 7 июня 2021 года Эрен Макгихи подтвердил, что было отснято столько материала для «Чудаков навсегда», что его должно хватить на два фильма. Также он сказал, что «Чудаки 4.5» будут выпущены по той же схеме, что и «Чудаки 2.5» и «Чудаки 3.5», в ленту войдут фичер, удалённые сцены, неудачные дубли и интервью с актёрским составом и съёмочной группой. 31 июля 2021 года Крис Понтиус подтвердил, что премьера «Чудаков 4.5» состоится на Netflix. Престон Лэйси и Стив-О сказали, что «Чудаки 4.5» будут доступны на Netflix вплоть до 2024 года, и только после этого лента появится на Paramount+. Премьера «Чудаков 4.5» состоялась на Netflix 20 мая 2022 года.
Фильм начинается с того, как «Чудаки» бегут в слоу-мо в костюмах цветов радуги, после чего оказываются на пляже, где катаются на сёрфах и исполняют трюки. Далее Джонни Ноксвилл и Джефф Тремейн рассказывают о новых членах команды. Наиболее заметные трюки включают: «Чудаки» вливают острый соус в анус; Престон Лэйси и Зак Холмс прыгают в длину на других членов команды; Пупис и Дэйв Ингленд играют в пинг-понг на столе, закреплённом к их пенисам; Эрен Макги испытывает удар электрического угря; одна группа «Чудаков» исполняет роль колониальных охотников с огромным ружьём, другая — слонов; Джонни Ноксвилл в образе Ирвинга Зисмана разыгрывает сиделку обществом обнаженных пожилых мужчин; орёл поедает рыбу из зада Стива-О, потом эпилирует его брови; «Чудаки» принимают собой теннисную подачу; группа «Чудаков» есть сашими с тела Зака Холмса; Стив-О наполняет презерватив сточными водами из своего фургона; группа «Чудаков» сбрасывает с высота кирпич, привязанный к их гениталиям.
В финальном трюке «Чудаки» отравляются прыгать с парашютом с Тёмной акулой, который испытывает сильнейшую аэрофобию.